# Ференц Кочиш (борець)
Ференц Кочиш (угор. Kocsis Ferenc; нар. 8 липня 1953, Будапешт, Угорська Народна Республіка) — угорський борець греко-римського стилю, чемпіон, срібний та бронзовий призер чемпіонатів світу, чотириразовий чемпіон Європи, чемпіон Олімпійських ігор. Включений до Всесвітньої Зали слави Міжнародної федерації об'єднаних стилів боротьби (FILA).

## Біографія
Виступав за борцівський клуб «Ганз-Маваг» з Будапешта. Одинадцять разів вигравав чемпіонат Угорщини. Тренувався під керівництвом дворазового чемпіона Європи, призера чемпіонатів світу та Олімпійських ігор Ференца Кішша.
Вперше на п'єдестал на змаганнях найвищого рівня зійшов у 1977 році, ставши бронзовим медалістом чемпіонату світу.
Наступного року на чемпіонаті світу зійшов сходинкою вище, поступившись у фіналі радянському борцеві Арифу Ніфтуллаєву і виграв континентальну першість, подолавши у фіналі радянського борця Анатолія Бикова.
Ще через рік, у 1979 виграв вже обидва чемпіонати — світовий і європейський. На першому здобув перемогу у фінальній сутичці над болгарином Янко Шоповим, у другому — над В'ячеславом Мкртичевим із СРСР.
У 1980 на московській Олімпіаді знову подолав у фіналі господаря змагань Анатолія Бикова, який виграв попередні Олімпійські ігри в Монреалі. Радянський атлет, якого судді дискваліфікували за пасивність, після того стверджував, що його засудили через політичний момент — треба було поділитися золотими медалями з іншими країнами. До того ж, за його словами, Ференц Кочиш був протеже президента Міжнародної федерації боротьби.
Наступного року знову виграв європейську першість, здобувши перемогу у фіналі вже над іншим радянським борцем — Володимиром Галкіним.
Останню медаль на змаганнях найвищого рівня здобув 1983, подолавши у фіналі континентальної першості поляка Анджея Супрона, і вчетверте став чемпіоном Європи.
Після завершення активних виступів на борцівському килимі перейшов на тренерську роботу. Тренував дворазового чемпіона світу, чемпіона та срібного призера чемпіонатів Європи, чемпіона Олімпійських ігор 1992 року Петера Фаркаша.

## Родина
Дружина — чемпіонка та багаторазова призерка чемпіонатів Європи, бронзова призерка чемпіонату світу з настільного тенісу Габріелла Сабо.
Старший брат — бронзовий призер чемпіонату світу 1973 року з вільної боротьби Янош Кочиш.

## Спортивні результати

### Виступи на Олімпіадах
| Змагання                    | Збірна   | Вагова категорія | Місце  |
| --------------------------- | -------- | ---------------- | ------ |
| Літні Олімпійські ігри 1980 | Угорщина | 74 кг            | Золото |

### Виступи на Чемпіонатах світу
| Змагання                        | Збірна   | Вагова категорія | Місце  |
| ------------------------------- | -------- | ---------------- | ------ |
| Чемпіонат світу з боротьби 1977 | Угорщина | 74 кг            | Бронза |
| Чемпіонат світу з боротьби 1978 | Угорщина | 74 кг            | Срібло |
| Чемпіонат світу з боротьби 1979 | Угорщина | 74 кг            | Золото |

### Виступи на Чемпіонатах Європи
| Змагання                         | Збірна   | Вагова категорія | Місце  |
| -------------------------------- | -------- | ---------------- | ------ |
| Чемпіонат Європи з боротьби 1976 | Угорщина | 74 кг            | 5      |
| Чемпіонат Європи з боротьби 1978 | Угорщина | 74 кг            | Золото |
| Чемпіонат Європи з боротьби 1979 | Угорщина | 74 кг            | Золото |
| Чемпіонат Європи з боротьби 1981 | Угорщина | 74 кг            | Золото |
| Чемпіонат Європи з боротьби 1983 | Угорщина | 74 кг            | Золото |
| Чемпіонат Європи з боротьби 1984 | Угорщина | 74 кг            | 7      |

### Виступи на інших змаганнях
| Змагання                           | Збірна   | Вагова категорія | Місце  |
| ---------------------------------- | -------- | ---------------- | ------ |
| Гран-прі Німеччини з боротьби 1979 | Угорщина | 74 кг            | Золото |
| Гран-прі Німеччини з боротьби 1980 | Угорщина | 74 кг            | Золото |